# Traktat o przyjaźni pomiędzy Rzecząpospolitą Polską a Cesarstwem Perskim
Traktat Przyjaźni pomiędzy Rzecząpospolitą Polską a Cesarstwem Perskim podpisany 19 marca 1927 w Teheranie. Ratyfikowany został 19 grudnia 1928 roku. Wszedł w życie 22 października 1930. Podpisali go: w imieniu Rzeczypospolitej – Chargé d’affaires Stanisław Hempla, a w imieniu Persji Minister Spraw Zagranicznych Ali Gholi Khan. Głównym jego postanowieniem było wyrzeczenie się wojny ze sobą, a także umowa handlowa i zapewnienie obustronnych immunitetów. Sporządzony został w językach: francuskim, polskim i perskim. Wiążąca była wersja francuska.